# عبد الحسين الحلي
عبد الحسين بن القاسم بن صالح الحلّي (1883 - 14 مارس 1956) (1300 - 2 شعبان 1375) فقيه جعفري وشاعر عراقي. ولد في الحلّة. رحل إلى مدينة النجف لطلب العلم في 1896 وأتم علومه فيها سنة 1902، ثم تصدر لتدريس الفقه والأصول، بعد أن تتلمذ على عدد من علماء المدينة. شغل منصب قاضي التمييز الشرعي الجعفري في البحرين، وقضى فيها عشرين عامًا. بالإضافة إلى براعته العلمية الفقهية والأدب العربي كان يُحسن اللغة التركية العثمانية. له ديوان شعر كبير. توفي في المنامة.

## سيرته
ولد في الحلّة بالعراق سنة 1883 ينتسب إلى عائلة كبيرة في الحلّة تعرف بآل هليّل. عاش في الحلة حتى بلغ 13 عاما، لينتقل إلى النجف للدراسة. تلقى الدراسة العلمية المتعارفة. ومن أساتذته في النجف شيخ الشريعة الأصفهاني وكاظم اليزدي والآخوند الخراساني الذي أجازه في الاجتهاد. تتلمذ على يديه عدد من العلماء، من أبرزهم أحمد الوائلي وعلي كمال الدين الغريفي البحراني ومحمد علي زين الدين الدرازي و الشيخ محمد حسين الفيخراني، واستفاد كثير من علماء البحرين من مدرسته التي افتتحها بالمنامة قرب مسجد الخواجة ومنهم علوي الغريفي وأحمد العصفور ومنصور الستري ومحمد صالح العدناني وآخرون. 
 قاضي التمييز في المحاكم الشرعية الجعفرية بالبحرين بدءا من العام 1935 حتى 1955.

توفي في منزله بالمنامة إثر مرض عضال، وتم تشييع جثمانه في يوم 15 مارس 1956.

## حياته الشخصية
له ذريتان من زوجتيه، أنجب من زوجته العراقية 3 أولاد وبنتان لم يبق منهم إلا واحد هو عبد الأمير، فيما أنجب من زوجته البحرينية التي توفيت في 18 فبراير 2007 ولدين أحدهما فائق والآخر محمد هادي، كما أنجب منها 3 بنات.

## مؤلفاته
- حياة الشريف الرضي
- شرح منظمة في الإرث
- مسائل فقهيّة
- ديوان شعر

أورد الخاقاني نماذخ من شعره في شعراء الغري.